# NGC 1514

## Додаткова інформація
Астрономи в листопаді 2010 року відкрили у планетарної туманності NGC 1514, яка також відома під назвою "Кришталева куля", два пилевих кільця.